# Státní znak Dánska
Státní znak Dánska se třemi lvy je od roku 1959 jediný státní znak země. Znak reprezentuje celé Dánsko a je používán jako jeho národní znak. Velký resp. královský znak je užíván jako znak královny a vládnoucí dynastie.

## Verze znaku

### Státní znak
Státní znak tvoří zlatý štít se třemi modře zabarvenými kráčejícími lvy. Mezi nimi je devět červených srdíček. Na štít znaku je položena královská koruna. Z toho znaku vycházeli i Estonci při vytváření svého státního znaku. Tři modří kráčející lvi jsou totiž ve znaku estonského Tallinnu, který založil král Valdemar II. Vítězný. A jelikož státní znak Estonska vychází ze znaku Tallinnu je podobný státnímu znaku Dánska.

### Královský znak

Královský znak Dánska

Královský znak má čtvrcený štít pomocí kříže ze státní vlajky. V jeho prvním poli jsou tři modří kráčející lvi se zlatými korunami obklopení devíti srdíčky. V poli druhém je na modrém podkladu stříbrný beran – znak Faerských ostrovů. Ve třetím poli královského znaku je stříbrný medvěd na modrém podkladu – znak Grónska. Ve čtvrtém poli jsou dva modří kráčející lvi – znak Šlesvicka. Do středu celého královského znaku je položen srdeční štítek, který zobrazuje dvě červená břevna na zlatém poli symbolizující dynastii Oldenburků
|                             |                |                         |                 |                   |
| srdeční štítek Oldenburkové | 1. pole Dánsko | 2. pole Faerské ostrovy | 3. pole Grónsko | 4. pole Šlesvicko |

### Znaky ostatních členů král. rodu
Znak korunního prince Christiana je stejný jako královský znak, až na purpurovou barvu a korunu. Znak prince Joachima je stejný jako královský znak, až na půlený srdeční štítek, jehož jedna půlka zahrnuje znak dynastie Oldenburků a druhá znak hrabat de Laborde de Monpezat.

Znak korunního prince Christiana
Znak prince Joachima

## Historie znaku

Znak Dánska ve středověku
Znak Šlesvicka
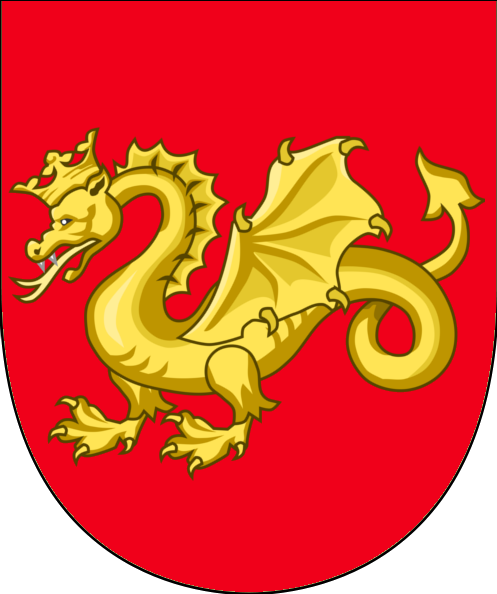
Znak Wendů
Znak Gothů
Znak Dánska za Frederika II., kdy obsahoval znak Norska (1559–1588)
Dánský znak (1819–1903), první verze bez Norského lva
Dánský znak (1903–1948, Island je reprezentován sokolem, namísto dosavadní vykuchané ryby
Dánský znak (1948–1972)
Dánský znak (1972–2024)
Dánský znak (od roku 2024)